# Pawel Iwanowitsch Bodin

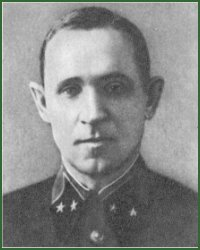
P.I. Bodin im Rang eines Generalmajors (1940/41)

Pawel Iwanowitsch Bodin (russisch Павел Иванович Бодин, wiss. Transliteration Pavel Ivanovič Bodin) (* 9. Januarjul. / 21. Januar 1900greg. in Surskoje (Gouvernement Simbirsk); † 2. November 1942 in Ordschonikidse) war ein sowjetischer General.

## Leben
Bodin trat 1919 in die Rote Armee ein und nahm am Russischen Bürgerkrieg teil. Nach dem Krieg kam er 1923 in den Stab eines Kavallerieregiments, das im heutigen Usbekistan in den Kämpfen gegen die Basmatschi eingesetzt wurde. In den Jahren nach 1926 wurde Bodin nacheinander Kommandeur eines Kavallerieregiments, Stabschef einer Kavalleriedivision oder größerer berittener Verbände. Im Jahre 1935 graduierte er von Frunse-Militärakademie und wurde anschließend Chef der 1. Abteilung des Stabes der Kavalleriegruppe des Sondermilitärbezirkes Kiew. Hier wurde er am 4. November 1939 zum Brigadekommandeur befördert, bevor er bis 1941 die Akademie des Generalstabes in Moskau besuchte. Während dieser Zeit trat er 1940 auch in die KPdSU ein.
Nach dem Abschluss von der Generalstabsakademie wurde Bodin, seit dem 4. Juni 1940 Generalmajor, zum Stabschef des Militärbezirkes Odessa ernannt. Aus diesem wurde im Juni 1941 die zunächst selbständige 9. Armee unter Generaloberst J.T. Tscherewitschenko gebildet, deren Generalstabschef Bodin nun wurde. Die Armee wurde bald der Südfront unterstellt. Sie wich in schweren Kämpfen vom Pruth über den Dnestr bis zum Dnepr zurück. Im September 1941 geriet Bodin in Konflikt mit Generalleutnant D.I. Rjabyschew, dem Oberbefehlshaber der Südfront. Der neue Frontoberbefehlshaber hatte befohlen, den deutschen Brückenkopf bei Kachowka am Dnepr im Gegenangriff zu beseitigen. Als dies der 9. Armee nicht gelang und die deutschen Truppen am 9. September ihrerseits erfolgreich durch die sowjetischen Linien brachen, betrieben Rjabyschew und sein Stab die Ablösung der Führung der Armee, die von der Stawka VGK schließlich auch genehmigt wurde. Allerdings wurde Rjabyschew einige Wochen später selbst wegen seiner Niederlage in der Schlacht am Asowschen Meer abgesetzt, während Bodin am 15. Oktober 1941 zum neuen Chef des Generalstabes der Südwestfront unter Marschall S.K. Timoschenko ernannt wurde. In dieser Funktion trug er viel Verantwortung, da diese Befehlsstelle auch als Oberkommando der Südwestrichtung fungierte und daher mehrere Fronten zu koordinieren hatte. Dies war vor allem während der Schlacht um Rostow der Fall, dem ersten operativen Sieg der Roten Armee im Krieg gegen das Deutsche Reich, sowie bei der anschließenden Gegenoffensive (→ Barwenkowo-Losowajaer Operation) im Winter. In den 1970er Jahren hielt die »Sowjetische Militärenzyklopädie« dazu fest: „B.[odin] organisierte geschickt die Gefechtsführung und Abstimmung der Truppen. Ihm gebührt das große Verdienst, die Organisation der sowjetischen Truppen während der Zerschlagung der Panzergruppe Kleist und beim Angriff der Südwestfront im Winter 1941/42 durchgeführt zu haben.“
Bodin, der seit dem 9. November 1941 im Rang eines Generalleutnants stand, erregte durch seine Erfolge die Aufmerksamkeit des sowjetischen Generalstabes. Im März 1942 wechselte er daher als zweiter Stellvertreter des Chefs des Generalstabes der Roten Armee, Marschall B.M. Schaposchnikow, nach Moskau. Ab April 1942 leitete er hier bei Abwesenheit Generalleutnant A.M. Wassilewskis die wichtige Operative Verwaltung. Dennoch reiste er als Repräsentant der Stawka VGK auch zu verschiedenen Kommandostellen.  Als jedoch im Sommer 1942 die neue deutsche Sommeroffensive (→ Fall Blau) die Rote Armee wieder unter Druck setzte, kehrte Bodin an die Front zurück. Er löste am 26. Juni 1942 den in der Schlacht bei Charkow erfolglosen Generalleutnant Howhannes Baghramjan als Chef des Generalstabes der Südwestfront ab. Trotzdem blieben Baghramjan und Bodin, die bereits im Herbst 1941 im gleichen Stab gedient hatten, Freunde. Baghramjan berichtete über Bodin später:

„Er war der ideale Gesprächspartner. Er hörte zu, ohne zu unterbrechen, hielt dabei die blauen Augen, die ein wenig erstaunt blickten, auf den Partner gerichtet. Im passenden Augenblick stellte er Zwischenfragen, wollte diese oder jene Einzelheit präzisiert haben, machte Bemerkungen. Er sprach immer ruhig, die Worte leicht dehnend. Seine Gedanken formulierte er kurz und klar. Mir gefielen seine Direktheit, seine Lebhaftigkeit, die Fähigkeit, den Kern einer Frage schnell zu erfassen.“

In seiner Funktion unterstand Bodin nun auch die sowjetische 28. Armee unter seinem ehemaligen Vorgesetzten Rjabyschew. Bodin ließ letzteren klar und deutlich spüren, wie verbittert über seine Ablösung als Stabschef der 9. Armee im vorherigen Jahr er noch immer war. Auch mit dem Oberbefehlshaber Marschall Timoschenko arbeitete er erneut zusammen. Als die Südwestfront weitgehend zerschlagen wurde, ernannte man Timoschenko am 12. Juli 1942 zum Oberbefehlshaber der neu gebildeten Stalingrader Front mit Bodin als seinem Stabschef und N.S. Chruschtschow als Mitglied des Militärrates. Schon am 21. Juli 1942 wurden sowohl Timoschenko als auch Bodin von ihrem Posten abberufen. Bodin wurde nun ständiger Stellvertreter des Chefs des Generalstabes der Roten Armee, was wohl nicht zuletzt auf die außerordentlich positiven Beurteilungen zurückzuführen war, die N.S. Chruschtschow Josef Stalin zugehen ließ und von denen er auch später in seinen Memoiren berichtete: 

„Ich mochte diesen Mann wegen seiner Intelligenz und seinem klaren Verständnis für unsere Situation. Er war gleicherweise als Person und als Militär interessant. […] Ich war von Bodin einfach überzeugt und auch heute noch würde ich nichts von dem Guten zurücknehmen, das ich über diesen Mann gesagt habe. […] Er war ein bemerkenswerter General.“

Die letzte Verwendung Bodins war diejenige des Generalstabschefs des Transkaukasusfront unter Armeegeneral I.W. Tjulenew von August bis November 1942. Am 1. November 1942 befand sich der Stab der Front in Ordschonikidse, um die Kämpfe in diesem Raum besser leiten zu können. Als deutsche Flugzeuge die Stadt bombardierten, wurde Bodin in einem Fahrzeug sitzend von einer Fliegerbombe schwer verletzt; am folgenden Tag erlag er seinen schweren Verletzungen. Neben ihm starben auch das Mitglied des Kriegsrates der Front A.N. Sadschaja und der Volkskommissar für Innere Angelegenheiten der Nordossetischen ASSR. Bodin wurde später in Tiflis beigesetzt.